# Westpolder (waterschap bij Ulrum)
De Westpolder is een voormalige polder en een waterschap in de Nederlandse provincie Groningen.
De polder was gelegen ten noordwesten van Ulrum. De grenzen van het waterschap waren de zeedijk van 1875, die door het waterschap was aangelegd en de gedeeltelijk verdwenen kadijk van de Torringapolder, de Vierhuizerpolder en de Hornhuizerpolder. De polder had als taak het onderhouden van de zeedijk en twee daarin gelegen spuisluizen. Het waterschap had aanvankelijk ook de afwatering als taak, maar deze is in 1906 overgenomen door het waterschap Lauwerzeemolenpolder. 
Waterstaatkundig gezien ligt het gebied sinds 1995 binnen dat van het waterschap Noorderzijlvest.